# Edwige Lawson-Wade
Edwige Lawson-Wade, (nascuda el 14 de maig de 1979 a Rennes, França) és una jugadora de bàsquet francesa.

## Carrera

### Europa
- 1994–1995:  CJM Bourges Basket
- 1995–1997:  Waïti Bordeaux
- 1997–2001:  ASPTT Aix-en-Provence
- 2001–2004:  US Valenciennes Olympic
- 2004–2007:  VBM-SGAU Samara
- 2007–2009:  CSKA Moscow
- 2009–2010:  WBC Spartak Moscow Region
- 2010–2011:  Ros Casares
- 2011–0000:  Basket Lattes MA